# Ana María Picchio
Ana María Picchio (Floresta, Buenos Aires; 30 de març de 1946) és una primera actriu argentina de cinema, teatre i televisió, una de les més destacades i populars de la seva generació.

## Trajectòria
Diplomada del Conservatori Nacional d'Art Dramàtic, va debutar en teatre en 1965 amb Los prójimos de Carlos Gorostiza  iniciant una prestigiosa carrera teatral primer i cinematogràfica després, obtenint diversos premis nacionals i internacionals.
Entre les obres en les quals ha destacat figuren les pel·lícules La tregua, primera pel·lícula argentina nominada a un Premi Oscar, Chechechela, una chica de barrio (1986) i Breve cielo (1969).
En cinema va guanyar el Premi Cóndor de Plata i el Sant Jordi de Plata del Festival Internacional de Cinema de Mosou a la millor actriu per Breve cielo i novament el Cóndor de Plata com a millor actriu per Chechechela, una chica de barrio.
En teatre no sols es va lluir com a actriu en peces de Arthur Miller, Henrik Ibsen, Valle Inclán, Neil Simon, Wajdi Mouawad, Oscar Viale i altres sinó també, en 1987, va tenir l'oportunitat de fer-ho com a vedette al costat d’Antonio Gasalla al Teatro Maipo.
En 1991 va ser mereixedora del Premi Konex de platí a la trajectòria i en 2014 el Premi Cóndor de Plata per la seva carrera.
En 2022, l'actriu realitza Amor de cine, un emotiu treball basat en una carta que va rebre d'un excombatent de Malvines. Dirigit per Francisco Suárez, relata una sèrie d'experiències de la guerra en una carta pòstuma a l'actriu, ja que després d'enviar-la va morir en el ARA General Belgrano al costat dels seus companys.

## Treballs

### Cinema
| Pel·lícules   | Pel·lícules                         | Pel·lícules      | Pel·lícules | Pel·lícules | Pel·lícules | Pel·lícules | Pel·lícules | Pel·lícules | Pel·lícules | Pel·lícules | Pel·lícules | Pel·lícules | Pel·lícules | Pel·lícules | Pel·lícules | Pel·lícules | Pel·lícules | Pel·lícules | Pel·lícules | Pel·lícules | Pel·lícules | Pel·lícules | Pel·lícules | Pel·lícules | Pel·lícules | Pel·lícules | Pel·lícules | Pel·lícules | Pel·lícules | Pel·lícules |
| Any           | Títol                               | Personatge       |             |             |             |             |             |             |             |             |             |             |             |             |             |             |             |             |             |             |             |             |             |             |             |             |             |             |             |             |
| ------------- | ----------------------------------- | ---------------- | ----------- | ----------- | ----------- | ----------- | ----------- | ----------- | ----------- | ----------- | ----------- | ----------- | ----------- | ----------- | ----------- | ----------- | ----------- | ----------- | ----------- | ----------- | ----------- | ----------- | ----------- | ----------- | ----------- | ----------- | ----------- | ----------- | ----------- | ----------- |
| 2022          | Guía para muertos recientes         |                  |             |             |             |             |             |             |             |             |             |             |             |             |             |             |             |             |             |             |             |             |             |             |             |             |             |             |             |             |
| 2015          | Lo que nunca nos dijimos            | Cecilia "Ceci"   |             |             |             |             |             |             |             |             |             |             |             |             |             |             |             |             |             |             |             |             |             |             |             |             |             |             |             |             |
| 2015          | El espejo de los otros              | Elsa Poedo Maní  |             |             |             |             |             |             |             |             |             |             |             |             |             |             |             |             |             |             |             |             |             |             |             |             |             |             |             |             |
| 2014          | Angelita la doctora                 | Angelita         |             |             |             |             |             |             |             |             |             |             |             |             |             |             |             |             |             |             |             |             |             |             |             |             |             |             |             |             |
| 2014          | Amapola                             | Verónica         |             |             |             |             |             |             |             |             |             |             |             |             |             |             |             |             |             |             |             |             |             |             |             |             |             |             |             |             |
| 2013          | Cuando yo te vuelva a ver           | Margarita        |             |             |             |             |             |             |             |             |             |             |             |             |             |             |             |             |             |             |             |             |             |             |             |             |             |             |             |             |
| 2011          | La cola                             | Susana           |             |             |             |             |             |             |             |             |             |             |             |             |             |             |             |             |             |             |             |             |             |             |             |             |             |             |             |             |
| 2010          | Cómo se hizo el exilio de Gardel    | Mirta            |             |             |             |             |             |             |             |             |             |             |             |             |             |             |             |             |             |             |             |             |             |             |             |             |             |             |             |             |
| 2007          | Stanley                             | Alma             |             |             |             |             |             |             |             |             |             |             |             |             |             |             |             |             |             |             |             |             |             |             |             |             |             |             |             |             |
| 2001          | Nada por perder                     | Enfermera        |             |             |             |             |             |             |             |             |             |             |             |             |             |             |             |             |             |             |             |             |             |             |             |             |             |             |             |             |
| 1999          | El mar de Lucas                     | Clara            |             |             |             |             |             |             |             |             |             |             |             |             |             |             |             |             |             |             |             |             |             |             |             |             |             |             |             |             |
| 1998          | Fuga de cerebros                    | Madre de Fideo   |             |             |             |             |             |             |             |             |             |             |             |             |             |             |             |             |             |             |             |             |             |             |             |             |             |             |             |             |
| 1997          | Pequeños milagros                   | Madre de Rosalía |             |             |             |             |             |             |             |             |             |             |             |             |             |             |             |             |             |             |             |             |             |             |             |             |             |             |             |             |
| 1997          | Martín (Hache)                      | Blanca           |             |             |             |             |             |             |             |             |             |             |             |             |             |             |             |             |             |             |             |             |             |             |             |             |             |             |             |             |
| 1993          | Perdido por perdido                 | Clara            |             |             |             |             |             |             |             |             |             |             |             |             |             |             |             |             |             |             |             |             |             |             |             |             |             |             |             |             |
| 1990          | Después de la tormenta              | Amelia           |             |             |             |             |             |             |             |             |             |             |             |             |             |             |             |             |             |             |             |             |             |             |             |             |             |             |             |             |
| 1986          | Chechechela, una chica de barrio    | Chechela         |             |             |             |             |             |             |             |             |             |             |             |             |             |             |             |             |             |             |             |             |             |             |             |             |             |             |             |             |
| 1986          | Pobre mariposa                      | Irma             |             |             |             |             |             |             |             |             |             |             |             |             |             |             |             |             |             |             |             |             |             |             |             |             |             |             |             |             |
| 1986          | La mayoría silenciada               | Donatella        |             |             |             |             |             |             |             |             |             |             |             |             |             |             |             |             |             |             |             |             |             |             |             |             |             |             |             |             |
| 1985          | El exilio de Gardel (Tangos)        | Ana              |             |             |             |             |             |             |             |             |             |             |             |             |             |             |             |             |             |             |             |             |             |             |             |             |             |             |             |             |
| 1985          | La cruz invertida                   | Magdalena        |             |             |             |             |             |             |             |             |             |             |             |             |             |             |             |             |             |             |             |             |             |             |             |             |             |             |             |             |
| 1985          | Tacos altos                         | Herminda         |             |             |             |             |             |             |             |             |             |             |             |             |             |             |             |             |             |             |             |             |             |             |             |             |             |             |             |             |
| 1985          | El rigor del destino                | Amelia           |             |             |             |             |             |             |             |             |             |             |             |             |             |             |             |             |             |             |             |             |             |             |             |             |             |             |             |             |
| 1985          | Los días de junio                   | Delia            |             |             |             |             |             |             |             |             |             |             |             |             |             |             |             |             |             |             |             |             |             |             |             |             |             |             |             |             |
| 1985          | Adiós, Roberto                      | Marta            |             |             |             |             |             |             |             |             |             |             |             |             |             |             |             |             |             |             |             |             |             |             |             |             |             |             |             |             |
| 1985          | El sol en botellitas                | Celia            |             |             |             |             |             |             |             |             |             |             |             |             |             |             |             |             |             |             |             |             |             |             |             |             |             |             |             |             |
| 1984          | Asesinato en el Senado de la Nación | Juana "Juanita"  |             |             |             |             |             |             |             |             |             |             |             |             |             |             |             |             |             |             |             |             |             |             |             |             |             |             |             |             |
| 1983          | Un hombre de arena                  | Vera             |             |             |             |             |             |             |             |             |             |             |             |             |             |             |             |             |             |             |             |             |             |             |             |             |             |             |             |             |
| 1981          | Sentimental (Requiem para un amigo) | Noia(cameo)      |             |             |             |             |             |             |             |             |             |             |             |             |             |             |             |             |             |             |             |             |             |             |             |             |             |             |             |             |
| 1979          | De cara al cielo                    | Rosa             |             |             |             |             |             |             |             |             |             |             |             |             |             |             |             |             |             |             |             |             |             |             |             |             |             |             |             |             |
| 1975          | La Raulito                          | Vara             |             |             |             |             |             |             |             |             |             |             |             |             |             |             |             |             |             |             |             |             |             |             |             |             |             |             |             |             |
| 1975          | Los días que me diste               | Alicia           |             |             |             |             |             |             |             |             |             |             |             |             |             |             |             |             |             |             |             |             |             |             |             |             |             |             |             |             |
| 1974          | La tregua                           | Laura Avellaneda |             |             |             |             |             |             |             |             |             |             |             |             |             |             |             |             |             |             |             |             |             |             |             |             |             |             |             |             |
| 1974          | Los golpes bajos                    | Juana            |             |             |             |             |             |             |             |             |             |             |             |             |             |             |             |             |             |             |             |             |             |             |             |             |             |             |             |             |
| 1972          | Operación Masacre                   | Margarita Bolson |             |             |             |             |             |             |             |             |             |             |             |             |             |             |             |             |             |             |             |             |             |             |             |             |             |             |             |             |
| 1972          | La sartén por el mango              | Andrea           |             |             |             |             |             |             |             |             |             |             |             |             |             |             |             |             |             |             |             |             |             |             |             |             |             |             |             |             |
| 1972          | La pandilla inolvidable             | Chirola          |             |             |             |             |             |             |             |             |             |             |             |             |             |             |             |             |             |             |             |             |             |             |             |             |             |             |             |             |
| 1971          | Santos Vega                         | Gabriela         |             |             |             |             |             |             |             |             |             |             |             |             |             |             |             |             |             |             |             |             |             |             |             |             |             |             |             |             |
| 1970          | El habilitado                       | Paula            |             |             |             |             |             |             |             |             |             |             |             |             |             |             |             |             |             |             |             |             |             |             |             |             |             |             |             |             |
| 1970          | El Santo de la espada               | Mulata           |             |             |             |             |             |             |             |             |             |             |             |             |             |             |             |             |             |             |             |             |             |             |             |             |             |             |             |             |
| 1969          | Breve cielo                         | Delia            |             |             |             |             |             |             |             |             |             |             |             |             |             |             |             |             |             |             |             |             |             |             |             |             |             |             |             |             |
| Curtmetratges |                                     |                  |             |             |             |             |             |             |             |             |             |             |             |             |             |             |             |             |             |             |             |             |             |             |             |             |             |             |             |             |
| 2014          | 100 de cine Argentino               | Secuestrada      |             |             |             |             |             |             |             |             |             |             |             |             |             |             |             |             |             |             |             |             |             |             |             |             |             |             |             |             |
| 1995          | Danessa                             | Danessa          |             |             |             |             |             |             |             |             |             |             |             |             |             |             |             |             |             |             |             |             |             |             |             |             |             |             |             |             |

### Televisió
| 2020      | Vis a vis: El oasis         | Ama Castro                                                        |
| 2019      | El marginal                 | Estela Morales                                                    |
| 2015-2016 | Esperanza mía               | Concepción                                                        |
| 2013      | Solamente vos               | Rosita viuda de Andrés                                            |
| 2012      | Sos mi hombre               | Marta / Mirta                                                     |
| 2012      | Condicionados               | Vilma                                                             |
| 2011      | El hombre de tu vida        | Luján                                                             |
| 2009      | Enséñame a vivir            | Pomona                                                            |
| 2008      | Mujeres asesinas 4          | Thelma "Ep2: Thelma, impaciente"                                  |
| 2007-2008 | Mujeres de nadie            | Zulema Nilda Garreto                                              |
| 2006      | Mujeres asesinas 2          | Chela "Ep18: Mercedes, virgen"                                    |
| 2006      | Amas de casa desesperadas   | Sofía Cicarelli                                                   |
| 2006      | Gladiadores de Pompeya      | Mabel Komanechi                                                   |
| 2005      | Mujeres asesinas            | Stella "Ep10: Stella O., huérfana emocional"                      |
| 2004      | Panadería "Los Felipe"      | Betiatriz "Bety" de Miñon                                         |
| 2004      | Los de la esquina           | Graciela Cervantes                                                |
| 2004      | Los Roldán                  | Ella misma (cameo)                                                |
| 2003      | Costumbres argentinas       | Carmen de Rosetti                                                 |
| 2002      | Infieles                    | Marga "Ep6: La última oportunidad"                                |
| 2000      | Los buscas de siempre       | Argentina "Titina" Ferrer                                         |
| 1999      | Mamitas                     | Daniela Robledo                                                   |
| 1998      | Como vos y yo               | Mónica                                                            |
| 1997-1998 | De corazón                  | Mercedes "Mecha"                                                  |
| 1996      | Un solitario corazón        | Paula                                                             |
| 1996      | Al final de la verdad       | Laura Mijares                                                     |
| 1995      | Alta comedia                | Varios                                                            |
| 1994      | La marca del deseo          | Lorenza Murillo                                                   |
| 1994      | Sin condena                 | Nora                                                              |
| 1994      | Son de Diez                 | Natalia                                                           |
| 1994      | Con alma de tango           | Moreira D'Aura                                                    |
| 1993      | Zona de riesgo              | Varios                                                            |
| 1993      | Diosas y Reinas             | Almendra                                                          |
| 1993      | Una gloria nacional         | Hortensia Panadero                                                |
| 1992      | Encadenada                  | Berta Moncada                                                     |
| 1990      | La bonita página            | Mary                                                              |
| 1989      | La última esperanza         | Elena Carranza                                                    |
| 1988      | Vendedoras de Lafayette     | Alicia Morales                                                    |
| 1988      | Los porteños                | Elvira de Olmos                                                   |
| 1987      | Vínculos                    | Rita                                                              |
| 1987      | Ficciones                   | Diversos                                                          |
| 1987      | Compromiso                  | Diversos                                                          |
| 1987      | Cuentos para ver            | Diversos                                                          |
| 1987      | Nosotros y los miedos       | Diversos                                                          |
| 1987      | La comedia del domingo      | Diversos                                                          |
| 1986      | Frente al sol               | Ángela Sandoval                                                   |
| 1986      | Cuando yo te vuelva a ver   | Ana                                                               |
| 1985      | Juana iris                  | Marina                                                            |
| 1983      | Lista negra                 | Sara                                                              |
| 1982      | Por siempre enamorados      | Lucía Almagran                                                    |
| 1981      | Comedia para vivir          | Varios                                                            |
| 1980      | Hola Pelusa                 | Pelusa                                                            |
| 1979      | Andrea Celeste              | Laura Ledesma / María Luisa Vertis vda. de Gonzalo / de Arosamena |
| 1978      | Renato                      | Ramona Krueguer                                                   |
| 1977      | El humor de Niní Marshall   | Varios                                                            |
| 1977      | Tiempo de vivir             | Varios                                                            |
| 1975      | Alguien por quien vivir     | Lujan Montero                                                     |
| 1975      | Las fieras                  | Ana Berrison                                                      |
| 1975      | El inglés de los güesos     | Balbina                                                           |
| 1974      | La casa, el teatro y usted  | Varios                                                            |
| 1974      | Vermouth teatro Argentino   | Varios                                                            |
| 1974      | El teatro de Jorge Salcedo  | Varios                                                            |
| 1973      | Los protagonista            | Victoria                                                          |
| 1973      | Tarde cine y teatro         | Varios                                                            |
| 1971      | Los grandes relatos         | Varios                                                            |
| 1970-1972 | Las grande novelas          | Varios                                                            |
| 1970      | Uno entre nosotros          | Carina                                                            |
| 1970      | Esta noche miedo            | Fernanda                                                          |
| 1969      | Abelardo Pardales           | Emilia Pardales                                                   |
| 1968      | Cadenas de dolor            | Sofía                                                             |
| 1966      | Teatro de Alfredo Alcón     | Varios                                                            |
| 1965      | Pasión de noche             | Gina Moreno                                                       |
| 1964      | El amor tiene cara de mujer | Alina                                                             |

### Teatre
- Perdidamente (2021-2024)
- Plaza suite (2018)
- Franciscus[7] (2016)
- Incendios (2013)
- Hembras, un encuentro de mujeres notables (2012)
- Todos eran mis hijos (2010-2011)
- Tango turco (2009)
- Un día muy particular (2007)
- El pan de la locura (2005-2006)
- Made in Lanús (2001-2003)
- El mágico mundo de los cuentos (1996)
- Algo en común (1995)
- Juana Azurduy (1994)
- Pijamas (1992)
- Y... ¿Dónde están mis pantalones? (1991)
- Extraña pareja (1989)
- El protagonista (1988-1989)
- Yo amo Carlos Paz (1988)
- Gasalla es el Maipo y el Maipo es Gasalla (1987)
- El último pasaje (1981)
- Mujeres (1979)
- Encantada de conocerlo (1978)
- Casa de muñecas (1973)
- Mea culpa (1972)
- Luces de bohemia (1967)
- Víctor o los niños en el poder (1967)
- Atracción Fatal (1966)
- Acerca de Chevalier (1966)
- Judith y Holofernes (1965)
- Una viuda difícil (1965)
- Los prójimos (1964)

## Premis i nominacions

### Premis Cóndor de Plata
| Any  | Categoria                        | Treball nominat                  | Resultat   |
| ---- | -------------------------------- | -------------------------------- | ---------- |
| 1970 | Millor actriu                    | Breve cielo                      | Guanyadora |
| 1987 | Millor actriu                    | Chechechela, una chica de barrio | Guanyadora |
| 1994 | Millor actriu de repartiment     | Perdido por perdido              | Nominada   |
| 1999 | Millor actriu de repartiment     | Fuga de cerebros                 | Nominada   |
| 2014 | Millor actriu                    | Cuando yo te vuelva a ver        | Nominada   |
| 2014 | Cóndor de Plata a la trajectòria | Cóndor de Plata a la trajectòria | Guanyadora |

### Festival Internacional de Cinema de Moscou
| Any  | Categoria                              | Resultat   |
| ---- | -------------------------------------- | ---------- |
| 1970 | Sant Jordi de Plata a la millor actriu | Guanyadora |

### Premi Martín Fierro
| Any  | Categoria                            | Treball nominat           | Resultat   |
| ---- | ------------------------------------ | ------------------------- | ---------- |
| 1987 | Actriu protagonista Dramàtica        | Cuando yo te vuelva a ver | Nominada   |
| 1990 | Actriu protagonista Dramàtica        | La bonita página          | Guanyadora |
| 1995 | Actriu protagonista Dramàtica        | Alta comedia              | Nominada   |
| 1998 | Actriu protagonista Dramàtica        | De corazón                | Nominada   |
| 2007 | Participació especial en Ficció      | El tiempo no para         | Nominada   |
| 2008 | Actriu de repartiment en Drama       | Mujeres de nadie          | Nominada   |
| 2009 | Actriu de repartiment en Drama       | Mujeres de nadie          | Nominada   |
| 2010 | Actriu de repartiment en Comèdia     | Enseñame a vivir          | Nominada   |
| 2013 | Participació especial en Ficció      | Condicionados             | Guanyadora |
| 2016 | Actriu protagonista en Ficció diària | Esperanza mía             | Nominada   |

### Premi Konex
| Any  | Categoria                                           | Resultat   |
| ---- | --------------------------------------------------- | ---------- |
| 1981 | Diploma al Mèrit: Actriu dramàtica en ràdio i TV    | Guanyadora |
| 1991 | Konex de Plató Actriu de comèdia en cinema i teatre | Guanyadora |